# سوزان شودل
سوزان شودل (به آلمانی: Susanne Schödel) خلبان زن اهل آلمان و رکورددار جهان در رشته گلایدر است.

## زندگی‌نامه
شودل از ۲۰ سالگی به رشتهٔ خلبانی روی آورده‌است.

## رکوردها
سوزان شول در سال ۲۰۱۰ قهرمان زنان آلمان، و در سال‌های ۲۰۰۹ و ۲۰۱۱ قهرمان زنان جهان شد.